# Incontri internazionali di rugby a 15 di metà anno 2002
A metà anno è tradizione che le selezioni di "rugby a 15", europee in particolare, ma non solo, si rechino fuori dall'Europa o nell'emisfero sud per alcuni test. Si disputano però anche molti incontri tra nazionali dello stesso emisfero Sud, che precedono dal 1996, la disputa del Tri Nations.
Nel 2002, la tradizione non viene meno, malgrado le squadre europee sovente debbano fare i conti con molte assenze.
L'unica squadra europea a portare a casa un successo di qualche valore è l'Inghilterra che supera l'Argentina.
- La Russia' si reca in Giappone per un test:

| Tokyo 19 maggio 2002 | Giappone | 59 – 19 | Russia |  |

- Lo stesso fa di lì a poco Tonga

| Kumagaya 25 maggio 2002 | Giappone | 29 – 41 | Tonga |  |

- L'Italia si reca in tour in Nuova Zelanda, patria del suo nuovo commissario tecnico John Kirwan.

| Hamilton 8 giugno 2002 | Nuova Zelanda | 64 – 10 | Italia |  |

- Il Canada si reca in tour in Australia. Nessun test ufficiale, solo un match contro la seconda squadra Australiana.

| Sydney 1º giugno 2002 | Australia A | 102 – 8 | Canada |  |

- La Francia si reca in Tour in Argentina e Francia. Pur alle prese con varie assenze, i match sono abbastanza positivi con 3 sconfitte nei match ufficiali, tutte di stretta misura.

| Buenos Aires 15 giugno 2002 | Argentina | 28 – 27 | Francia | J.Amalfitani |

| Melbourne 22 giugno 2002 | Australia | 29 – 17 | Francia | Colonial |

| Sydney 29 giugno 2002 | Australia | 31 – 25 | Francia | Stadium Australia |

- La selezione dei  New Zealand Maori si reca in tour in Australia:

| Bloemfontein 4 giugno 2002 | Queensland | 28 – 25 | New Zealand Māori |  |

| Sydney 8 giugno 2002 | New Sotuh Wales | 18 – 43 | New Zealand Māori |  |

| Perth 15 giugno 2002 | Australia XV | 27 – 23 | New Zealand Māori | Subiaco Oval |

- La Scozia in uno dei suoi rari tour, visita Canada e Stati Uniti con una nazionale assai sperimentale.

| Vancouver 15 giugno 2002 | Canada | 26 – 23 | Scozia |  |

| San Francisco 22 giugno 2002 | Stati Uniti | 23 – 65 | Scozia |  |

- Il Galles si reca in Sudafrica. Due test match contro gli Springboks

| Bloemfontein 8 giugno 2002 | Sudafrica | 34 – 19 | Galles |  |

| Città del Capo 15 giugno 2002 | Sudafrica | 19 – 8 | Galles |  |

- L'Inghilterra si reca per un breve tour in Argentina, dove supera i Pumas, sarà l'unico successo importante di una squadra europea. Nel frattempo, la selezione delle England Counties visita il Cile.

| Buenos Aires 22 giugno 2002 | Argentina | 18 – 26 | Inghilterra | J.Amalfitani |

| 29 giugno 2002 | Cile XV | 21 – 33 | England Counties |  |

- Niente da fare per l'Irlanda contro gli All Blacks nei due test disputati

| Dunedin 15 giugno 2002 | Nuova Zelanda | 15 – 6 | Irlanda | Carisbrook |

| Auckland 22 giugno 2002 | Nuova Zelanda | 40 – 8 | Irlanda | Eden Park |

- Gli Springboks superano l'Argentina in tour in Sudafrica:

| Springs 29 giugno 2002 | Sudafrica | 49 – 29 | Argentina |  |

- Pesante sconfitta per Samoa contro il Sudafrica:

| Pretoria 6 giugno 2002 | Sudafrica | 60 – 18 | Samoa |  |

- Un solo match per Figi in Nuova Zelanda

| Wellington (Nuova Zelanda) 29 giugno 2002 | Nuova Zelanda | 68 – 18 | Figi |  |

- La Georgia, in vista delle qualificazioni mondiali, si reca in Tour in Francia, dove affronta dei Club locali

| La Rochelle (Charente-Maritime) 10 agosto 2002 | La Rochelle | 18 – 13 | Georgia XV |  |

| 14 agosto 2002 | Aurillac | 0 – 0 | Georgia XV |  |

| Colomiers 22 agosto 2002 | Colomiers | 48 – 34 | Georgia XV |  |

| Béziers 25 agosto 2002 | Beziers | 36 – 0 | Georgia XV |  |

- Tour in Irlanda per la nazionale dei Paesi Bassi

| agosto 2002 | Queens University | 13 – 21 | Paesi Bassi XV |  |

| agosto 2002 | Banbridge | 18 – 9 | Paesi Bassi XV |  |

| agosto 2002 | Ulster Rugby | 0 – 0 | Paesi Bassi XV |  |

- Insolita sfida tra due selezioni neozelandesi:

| albany (Nuova Zelanda) 21 giugno 2002 | New Zealand Māori | 22 – 37 | New Zealand Barbarians |  |

- Serie di test tra squadre africane:

| Harare 18 maggio 2002 | Zimbabwe | 43 – 0 | Uganda |  |

| Kampala 21 luglio 2002 | Uganda | 8 – 12 | Kenya |  |

| Lusaka 27 luglio 2002 | Zambia | 37 – 17 | Botswana |  |